# Østerkløft
Østerkløft est une localité du comté de Nordland, en Norvège.

## Géographie
Administrativement, Østerkløft fait partie de la kommune de Fauske.